# 德里斯科爾 (北達科他州)
德里斯科爾（英語：Driscoll）是位於美國北達科他州伯利縣的普查規定居民點。

## 人口
根據2020年美國人口普查的數據，德里斯科爾的面積為1.49平方千米，皆為陸地。當地共有人口168人，而人口密度為每平方千米112.75人。